# Патологии (роман)
«Патологии» — роман русского писателя Захара Прилепина, посвящённый Чеченской войне.
Опубликован в 2005 году в издательстве «Андреевский флаг», затем неоднократно переиздавался.

## Сюжет
Главный герой романа «Патологии» — спецназовец, воюющий в Чечне. Взвод спецназа из российского городка Святой Спас приезжает в командировку в Грозный. Спецназовцев 80 человек, командир Семёныч, замкомвзвода Язва, взводный Шея. Так их зовут подчиненные. Проезжают сквозь разрушенный скучный город и селятся на окраине, в бывшей школе, теперь заброшенной и заминированной. Превращают школу в крепость и начинают отсчитывать дни командировки. Несут дозоры, ночью — ползком, их вяло обстреливают. Сонно тянутся первые дни без происшествий и серьёзной опасности. Ребята веселятся, шутят друг над другом, тайком нарушают режим, попивая спиртное, — и не перестают бояться. Страх охватывает всех, некоторые его не скрывают, большинство — вышучивают; страхом обусловлены поступки и взаимоотношения солдат.
Появляется работа — зачистки городских объектов. Спецназовцы убивают первых 8 чеченцев, напиваясь после операции. Ночные обстрелы школы не прекращаются, следует ещё несколько зачисток и рейдов с жертвами среди местного населения и уничтожением боевиков. Герой-рассказчик
Егор Ташевский в аэропорту видит трупы российских солдат-дембелей, погибших вследствие предательства и попустительства командования. Это зрелище не добавляет оптимизма его и так мрачному настрою. Он спасается от страха только воспоминаниями об умершем отце и возлюбленной Даше.
При очередной атаке боевиков гибнут первые спецназовцы. Солдаты все больше пьют, не скрывая страха. При зачистке очередной деревни вновь расстреливают боевиков, желающих сдаться. Пленных не берут, нарушая приказы. После боя, потеряв нескольких ребят убитыми, взвод напивается и проваливается в пьяный сон. Оставили посты выпившие караульные, и на школу нападают чеченские боевики.
Описанию последнего боя посвящена последняя четверть повести. Егор, страшно боясь, старается не показывать испуга и командует своим отделением. Убивают почти весь взвод, друг Ташевского, Саня, гибнет у него на глазах. Выручать расстреливаемых ребят прорывается командир Семёныч (он был в отъезде, в штабе, с докладом) на 3-х БТРах. Машины забирают раненых, а взвод продолжает отстреливаться. По-разному ведут себя бойцы в последнем бою: кто-то трусит, большинство дерется. Семеныч рассказывает, что боевики напали на весь город одновременно со всех сторон. Федералы, то есть российские войска, к наступлению были не готовы, много погибших. Расстрел школы продолжается много часов, и оставшиеся спецназовцы решают уходить через овраг, заполненный грязью и водой от проливных дождей. Стрелять уже нечем, бойцы выпрыгивают из окна, многих убивают. Егор спасается, плывя в грязной жиже. Вдвоем с бойцом Монахом, который герою никогда не нравился, они долго прячутся в кустарнике; Монах спасает Егору жизнь (ранее Егор думал об этом). Встретив ещё нескольких спасшихся, спецназовцы утром побрели по дороге от расстрелянной школы; их подобрали пришедшие на подмогу российские соединения. Пьяные, молчаливые, опустошенные, возвращаются спасшиеся бойцы домой, в Святой Спас.

## Награды
- Премия газеты «Литературная Россия»
- Премия «Роман-газеты»

## Издания
- «Патологии». Роман. Издательство «Андреевский флаг» 2005
- «Патологии». Роман. Издательство «Ad Marginem» (второе издание) (2006)
- «Патологии». Роман. Издательство «Ad Marginem» исправленное и дополненно (2008)
- «Патологии». Роман. Издательство «Ad Marginem» Издание, исправленное и дополненное (2009)
- «Патологии». Роман. Издательство «Ad Marginem» (2011)
- «Патологии». Роман. Издательство «АСТрель». Роман в новой редакции (2011)
- «Патологии». Роман. Издательство «АСТ». Редакция Елены Шубиной (2015)

## Издания на других языках
Кроме русского, роман «Патологии» был переведен и издан на французском, испанском, польском, итальянском и сербском.